# Svensk arkitektur

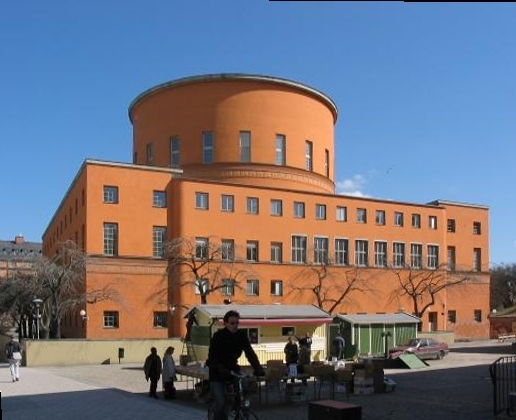
Stockholms stadsbibliotek, uppfört 1920-28, anses allmänt vara en av de främsta representanterna för svensk modern arkitektur. Det ritades av Gunnar Asplund. Stilen är en övergång mellan nordisk klassicism och funktionalism.

Svensk arkitektur beskriver arkitekturen i Sverige som kulturellt fenomen. Influenserna för den svenska arkitekturen har på olika sätt hämtats utifrån. Under 1600- och 1700-talen kom influenserna med tillresta utländska arkitekter. Senare har svenska arkitekter hämtat sin inspiration från Europa och under 1900-talet även från USA. Utländska trender har historiskt sett därför alltid kommit senare till Sverige och har där anpassats till svensk smak och tradition. Så blev nyklassicism till svenskt gustaviansk stil, empir försvenskades till Karl Johansstil, 1920-talsklassicism med art déco blev i Sverige till den egna stilriktningen nordisk klassicism, även kallat Swedish grace, medan funktionalismen som också kallades International style fick namnet funkis på svenska.

## Förhistorien
Byggnader och monument har skapats i Sverige i sedan stenåldern. Av så gamla byggnadsverk finns dock ytterst få kvar, de vanliga husen och hyddorna byggdes i trä och har inte överlevt till vår tid. Ett återfunnet byggnadsverk från bronsåldern med särpräglad formgivning är Kiviksgraven. Ju längre man rör sig framåt i historien, desto mer går att säga om arkitekturen. Från den sena järnåldern – vendeltid och vikingatid – vet man mer om hur husen såg ut. Under denna tid präglades många byggnader av nordisk djurornamentik.

## Medeltiden

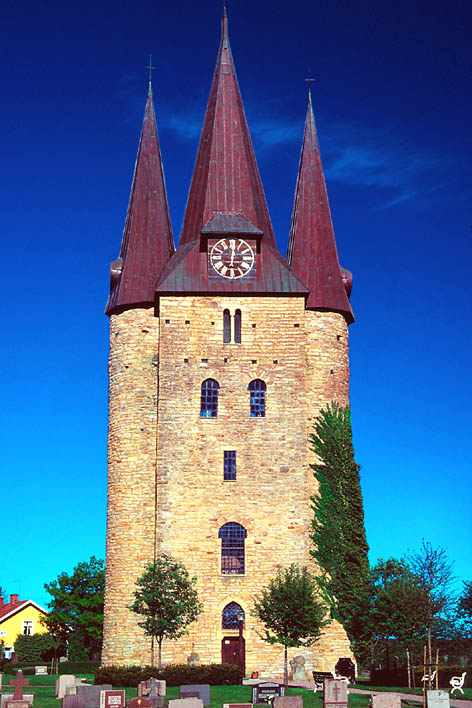
Husaby kyrka.

Den svenska medeltiden beräknas ha pågått från omkring år 1000 till 1520-talet, det vill säga från Erik Segersälls regeringstid till Gustav Vasas maktövertagande. I början uppfördes alla byggnader i städerna och på landet av trä. På 1000-talet började man bygga kyrkor och kloster i romansk stil av grovt bearbetade stenar. Exempel på dessa finns eller fanns i Lund, Husaby, Sigtuna och Alvastra. På landet användes kyrkorna även som försvarsanläggningar.
I och med gotiken ökade tegelanvändningen för byggnader i Sverige. Till exempel byggdes domkyrkorna i Uppsala, Västerås och Strängnäs i tegel, medan domkyrkorna i Skara och Linköping uppfördes i kalksten.
Av de omkring 4 000 kyrkobyggnader som idag finns i Sverige byggdes cirka 1 500 under medeltiden. Det finns hundratals profana byggnader kvar från denna tid[källa behövs] vilket är det största antalet i Norden[källa behövs]. De flesta medeltida träbyggnader finns i Dalarna[källa behövs] och är enkla byggnader[källa behövs]. De flesta profana stenbyggnader från medeltiden finns i Visby.[källa behövs] Då Stockholm byggdes om under stormaktstiden är det svårt att veta hur många hus som har medeltida grund och murverk.[källa behövs]
Det finns även ett fåtal hus i Vadstena, Lund och Ystad, samt ett antal ruiner, som finns bevarade av de byggnader som byggdes före Gustav Vasas tid.[källa behövs] Det största byggnadsverket är ringmuren i Visby som är en av de bäst bevarande ringmurarna i Europa. Även gatunätet i några städer utformades under medeltiden.

## Renässansen

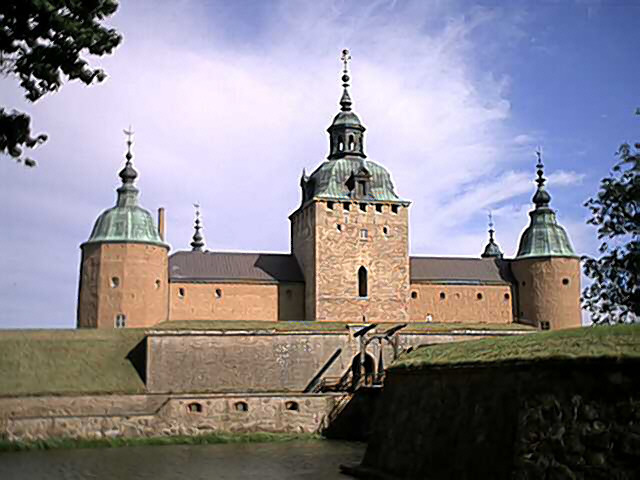
Kalmar slott.

I och med Gustav Vasas maktövertagande och den lutherska reformationens inledande förändrades förhållandena drastiskt. Man slutade nästan helt upp med att uppföra kyrkor och byggnader för aristokratin. Vid denna tidpunkt började man dock uppföra de magnifika vasaslotten; de uppfördes vid strategiska positioner för att kontrollera landet och fungera som övernattningsställen för det kungliga hovet när det var på resa. Gripsholms slott, Kalmar slott och Vadstena slott är imponerande med sina massiva slottsväggar och sin blandning av medeltida element med renässansarkitektur.

## Barocken (ca 1600–1715)

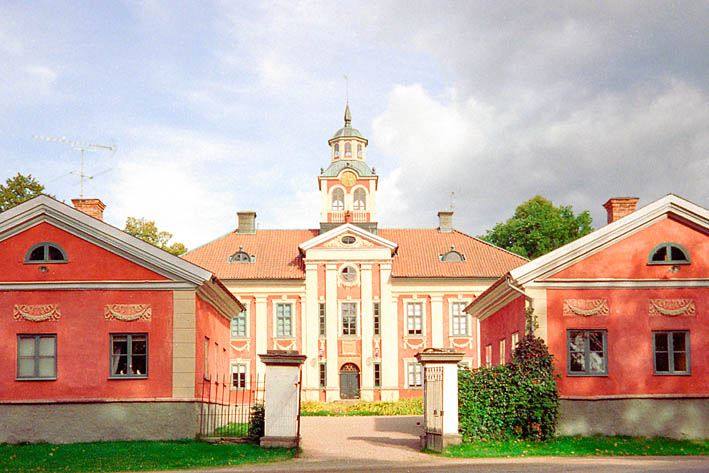
Mariedals slott.

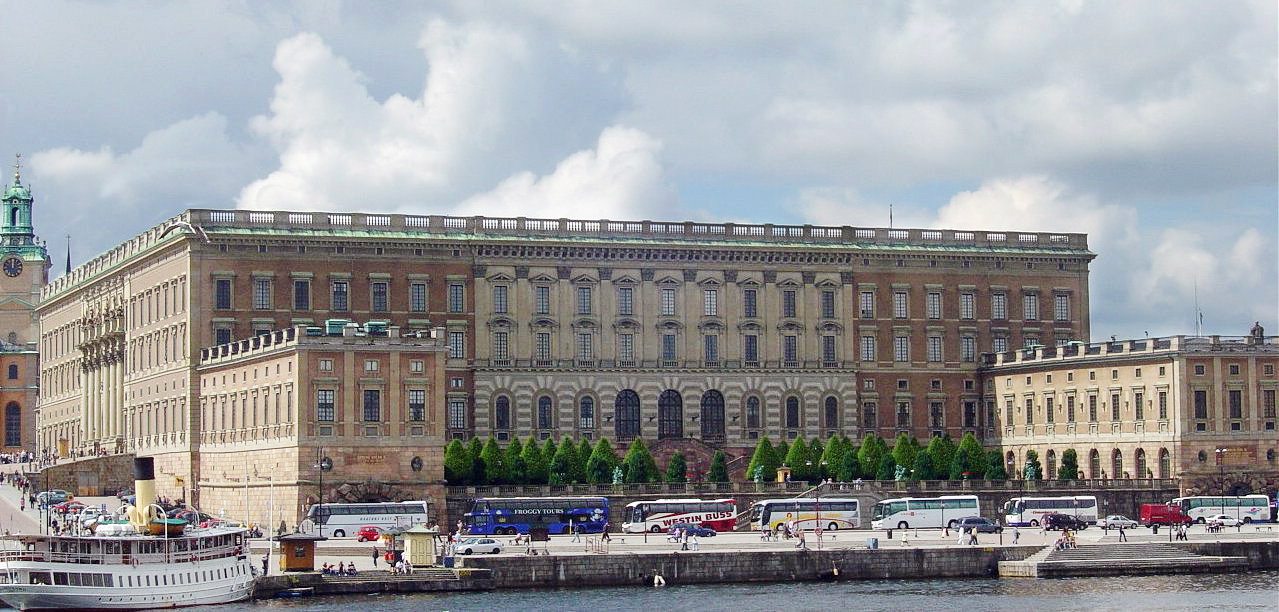
Stockholms slott.

Efter att Sverige blivit en stormakt på 1600-talet påbörjade aristokratin nya byggprojekt. Vid samma tidpunkt kom begreppet arkitekt att inrättas i Sverige och yrket utvecklades; dess rykte stärktes av Simon de la Vallées, sonen Jean de la Vallées och Nicodemus Tessin den äldres verk. Flera stadspalats och lantställen byggdes efter västerländsk och kanske främst fransk modell. Därtill återupptogs byggandet av kyrkor. Katarina kyrka i Stockholm kom att stå som modell för flera byggnader och kyrkor i kungariket.
Nicodemus Tessin den yngres verk förde den arkitektoniska rörelsen framåt till högbarocken i Sverige. Bland byggnaderna från denna period kan nämnas Stockholms slott och Kalmar domkyrka.
Många städer grundlades även på 1600-talet. Deras gatunät följde det från kontinenten på 1620-talet införda rutnätsmönstret med centrala torgplatser. Undantaget var det danska Skåne och staden Göteborg som planerades enligt holländsk modell 1619 som även inkluderade kanaler. Man kan ännu idag se planstrukturen trots att de ursprungliga timmerhusen nu har försvunnit.
Erövringen av de danska landskapen mellan 1645 och 1658 betydde för Sveriges del en omfattande nybyggnadsverksamhet i de nyannekterade landskapen. Framförallt gällde detta Blekinge där man på kunglig order lät uppföra Karlskrona och Karlshamn. Städerna uppfördes delvis för att marinen kom att få sin viktigaste bas i Karlskrona då staden hade ett skyddat läge och gynnsam hamn och dels för att de äldre danska medeltida städerna som Kristianopel, Ronneby och Elleholm skulle utkonkurreras av de nya svenska städerna. Stadsplaneringen kom här att följa ett klassiskt rutnätsideal utan hänsyn till den oftast kuperade terrängen, med ett par paradgator och stora torg där viktigare offentliga byggnader placerades. Karlskrona kom mycket snabbt att växa till att bli en av Sveriges största städer fram tills stormaktstiden tog slut, och Örlogsstaden Karlskrona är sedan 1998 upptagen på Unescos lista över världskulturarv som ett unikt exempel på en välbevarad befäst marinbas och handelsplats från denna tid. Det byggnadsminnesmärkta Rådhuset i Narva uppfördes i det Svenska Estland 1665–1671.

## Klassicism

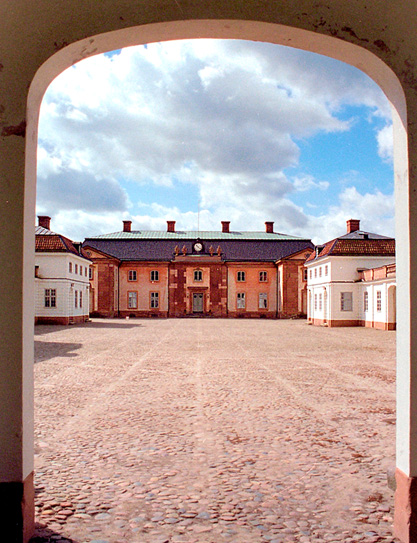
Övedsklosters slott.

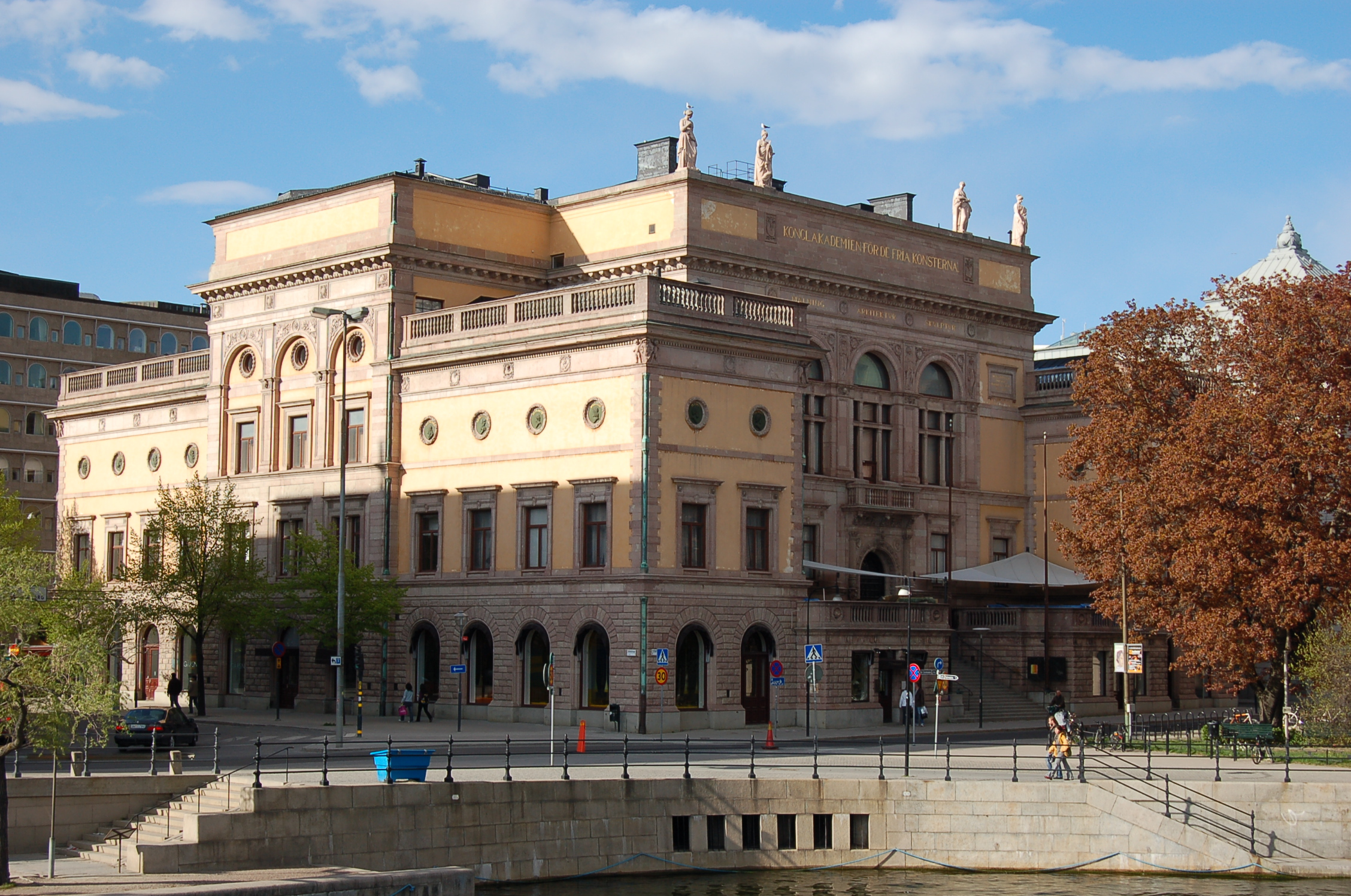
Konstakademin i Stockholm ritades av Fredrik Blom.

### Gustaviansk stil (ca 1772 – 1810)
Under 1700-talets andra hälft, speciellt efter Gustav III:s kupp, tog arkitekturstilen en ny vändning genom att den antog klassiska förebilder. 1773 grundades Kungliga Konsthögskolans Arkitekturskola, kort därefter grundades även en myndighet för övervakning av byggbranschen. Båda höjde arkitekturens kvalitet, men på kostnad av de lokala byggtraditionerna. Verk som vittnar om de nya klassicistiska idealen inom arkitekturen är bland annat palatsteatern i Gripsholm, Botanicum i Uppsala och högskolan i Härnösand.
Efter Napoleonkrigen och förlusten av Finland koncentrerades den nationella byggaktiviteten på den militära sektorn. Karlsborgs fästning och Göta kanal, som sysselsatte 60 000 under en 23-årsperiod, var de största svenska byggprojekten genom tiderna. En ledande arkitekt under 1800-talets första hälft var Fredrik Blom. Han konstruerade bland annat en serie flyttbara hus, den klassiskt utformade Skeppsholmskyrkan i Stockholm och som kunglig hovarkitekt även Rosendals slott.

## Nystilarna

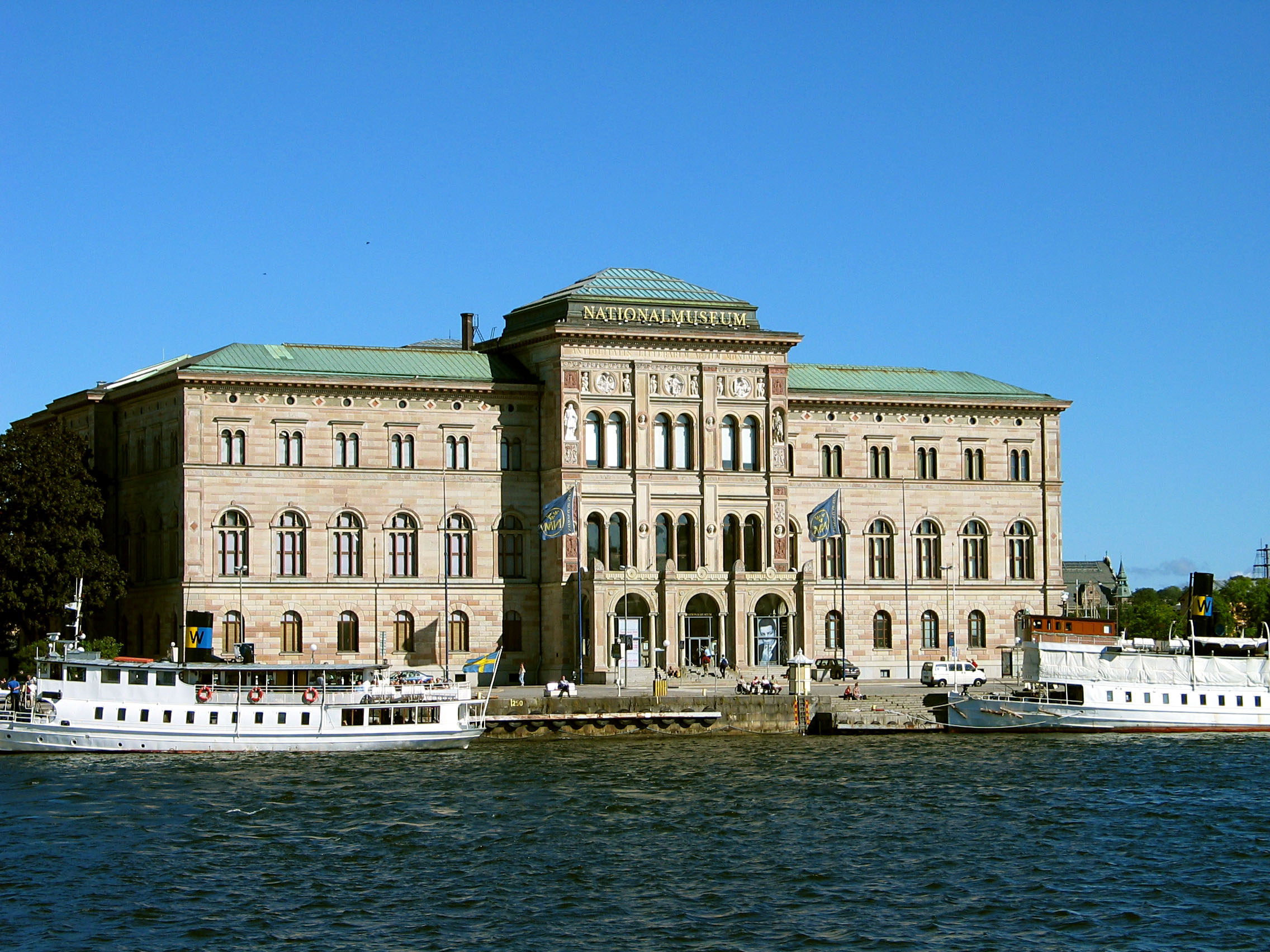
Nationalmuseum.

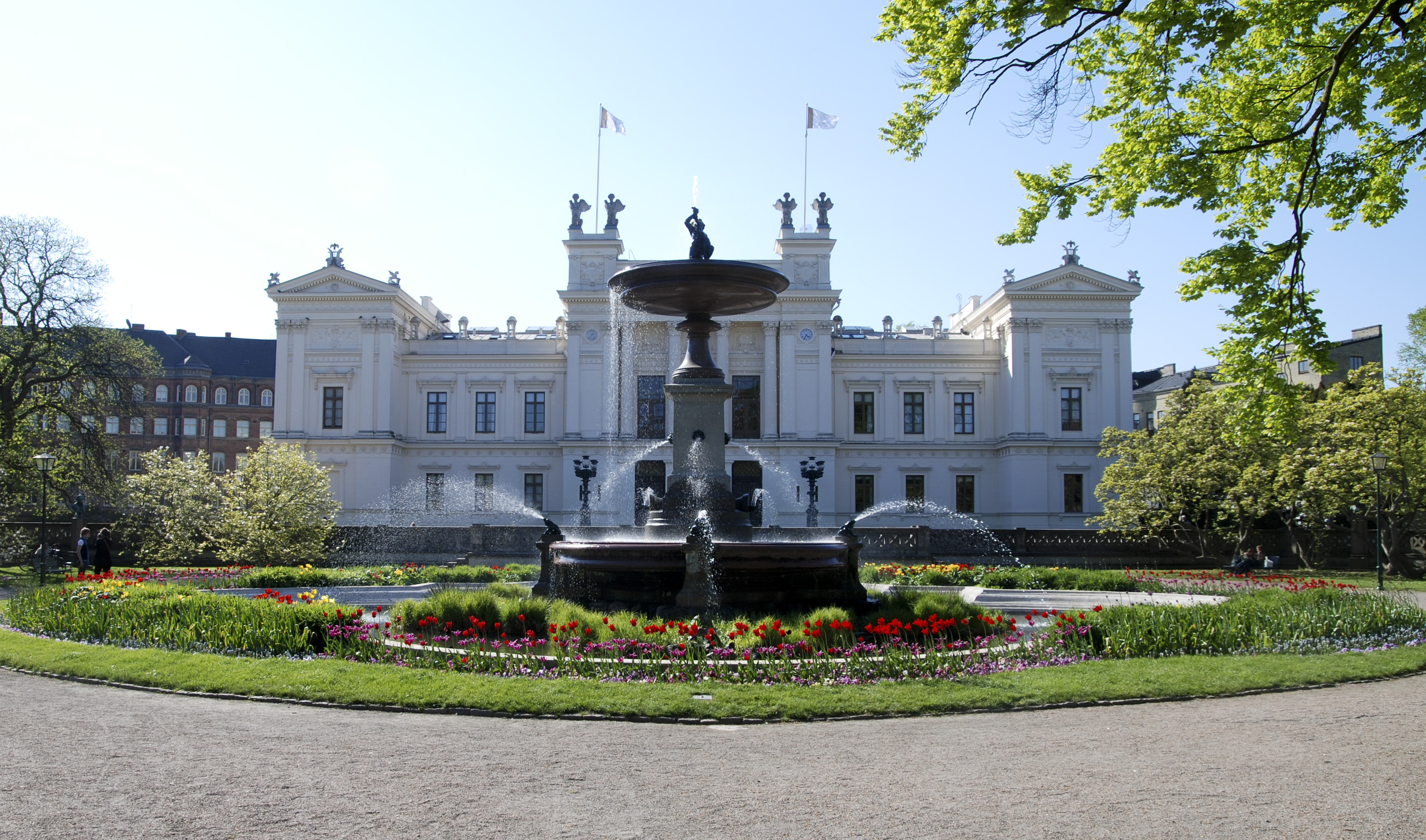
Universitetsbyggnaden till Lunds universitet.

Mot mitten av 1800-talet blev empiren omodern och man längtade från de stramt återhållna formerna till en mer dekorerad, exotiskt och historieromantiskt inspirerad arkitektur. Redan i 1700-talets England återupptog man historiska motiv i form av nygotiken. Gotiken hade egentligen aldrig dött ut i England, men nu spreds en mer romantiserad version. Under 1800-talet följdes nygotiken parallellt av nästan samtliga historiska stilar, där nyrokoko, nyrenässans och nybarock kan nämnas som de mest förekommande i Sverige.
Nygotiken blev en stil förbehållen kyrkoarkitekturen medan nyrenässansen satte sin prägel på städerna i form av fasader i puts och stuck inspirerade av italiensk, tysk, fransk eller holländsk renässans. Även ett slags nybarock eller "Grand Hotelstil" brukar ofta felaktigt benämnas nyrenässans men är i själva verket hämtad från Napoleon III:s Frankrike där en starkt barockpåverkad arkitektur var mycket populär, jämför Opera Garnier i så kallad Beaux Arts-arkitektur.
Kring 1880-talets mitt uppstod diskussioner kring användandet av det man kallade "äkta material", där kritikerna ansåg att synligt tegel och natursten var brukligt i husfasaderna (exempelvis Isak Gustaf Clasons stora genombrott med Bünsowska huset på Strandvägen i Stockholm). Debatten kring de äkta materialen fick en tydlig påverkan i hela landet, men användandet av gipsornamentik och puts fortsatte ända in på 1900-talets början.
Arkitekten Carl Georg Brunius introducerade gotiskt och romanskt influerad arkitektur redan under empiretiden i sina ombyggnader av kyrkor. Johan Fredrik Åbom var en annan mycket tidig historieromantiker som bland mycket annat ritat Berns Salonger i Stockholm, ett stort antal bostadshus och Södra Teatern. De två mest betydande nystilsarkitekterna i Sverige var dock utan tvekan Fredrik Wilhelm Scholander och Helgo Zettervall. Som arkitekturprofessor utbildade Scholander en hel generation nystilsarkitekter, däribland Zettervall, och bland hans verk finns Synagogan i Stockholm och den uppmärksammade restaureringen av Kalmar slott. Warodellska huset, färdigt 1854 på Drottninggatan i Stockholm, är ett mycket tidigt exempel på italiensk nyrenässans.
Helgo Zettervalls idag mest kända arbeten är de stora domkyrkorestaureringarna i Lund och Uppsala, varav den senare felaktigt använts som ett bevis på 1800-talet som en stilförvirrad och ful epok med liten förståelse för autentiskt historiska värden. Andra betydande byggnader av Zettervall är Bolinderska palatset i Stockholm, Zettervallska villan, Lunds universitet och grundskisserna till Riksdagshuset som förfärdigades av Aron Johansson. På landsbygden hade Charles Emil Löfvenskiöld och Adolf Wilhelm Edelsvärds mönsterförlagor till hus dekorerade med snickarglädje stor betydelse och även dessa hölls i olika historiska stilar, varav ett slags schweizerstil var den mest utbredda. Nystilarnas epok avslutades med arkitekter som Isak Gustaf Clason och Fredrik Lilljekvist som efter att från början varit historieromantiker gradvis övergick till att rita i mer nationalromantiskt eller jugendinspirerade formspråk.

## Jugend
Vid slutet av 1800-talet och början av 1900-talet uppkom en ny generation svenska arkitekter. De introducerade den stil som i Europa kallas för Art Nouveau men som i Sverige kallas jugend. De tog avstånd från historism och klassicism och hämtade sin inspiration från naturens organiska mjukhet. Ett typiskt exempel är Kungsholmens Gymnasium i Stockholm. Valvbågar, dörrar och fönster fick nu en friare form. Fasaderna täcktes med en slät pastellfärgad puts och dekorerades, om än sparsamt, med ornament i samma kulör som övriga byggnaden. Taken var sadeltak.

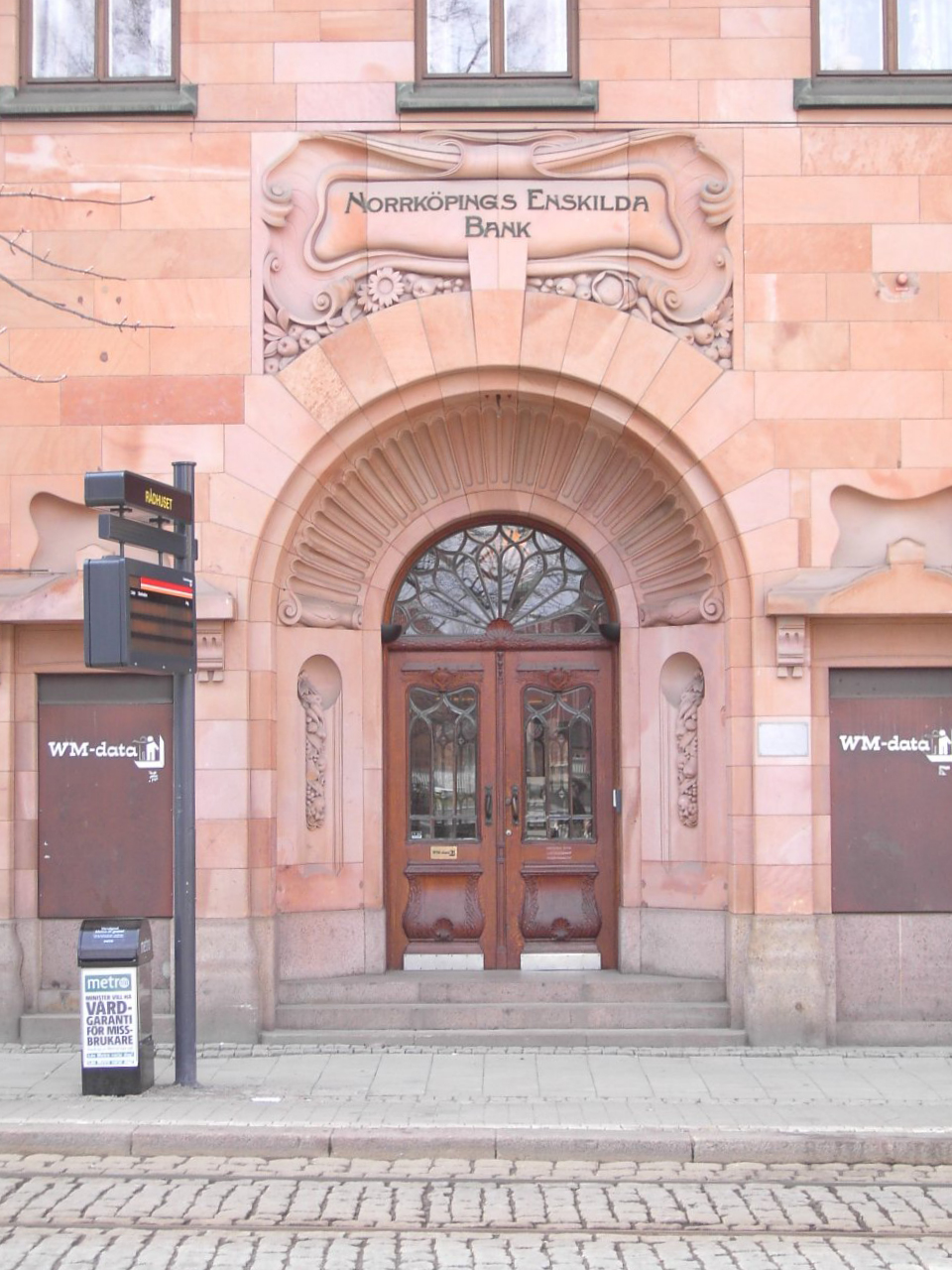
Drottninggatan 8 i Norrköping. Huset ritades av Gustaf Wickman, uppfördes år 1900 och har en fasad i röd sandsten.
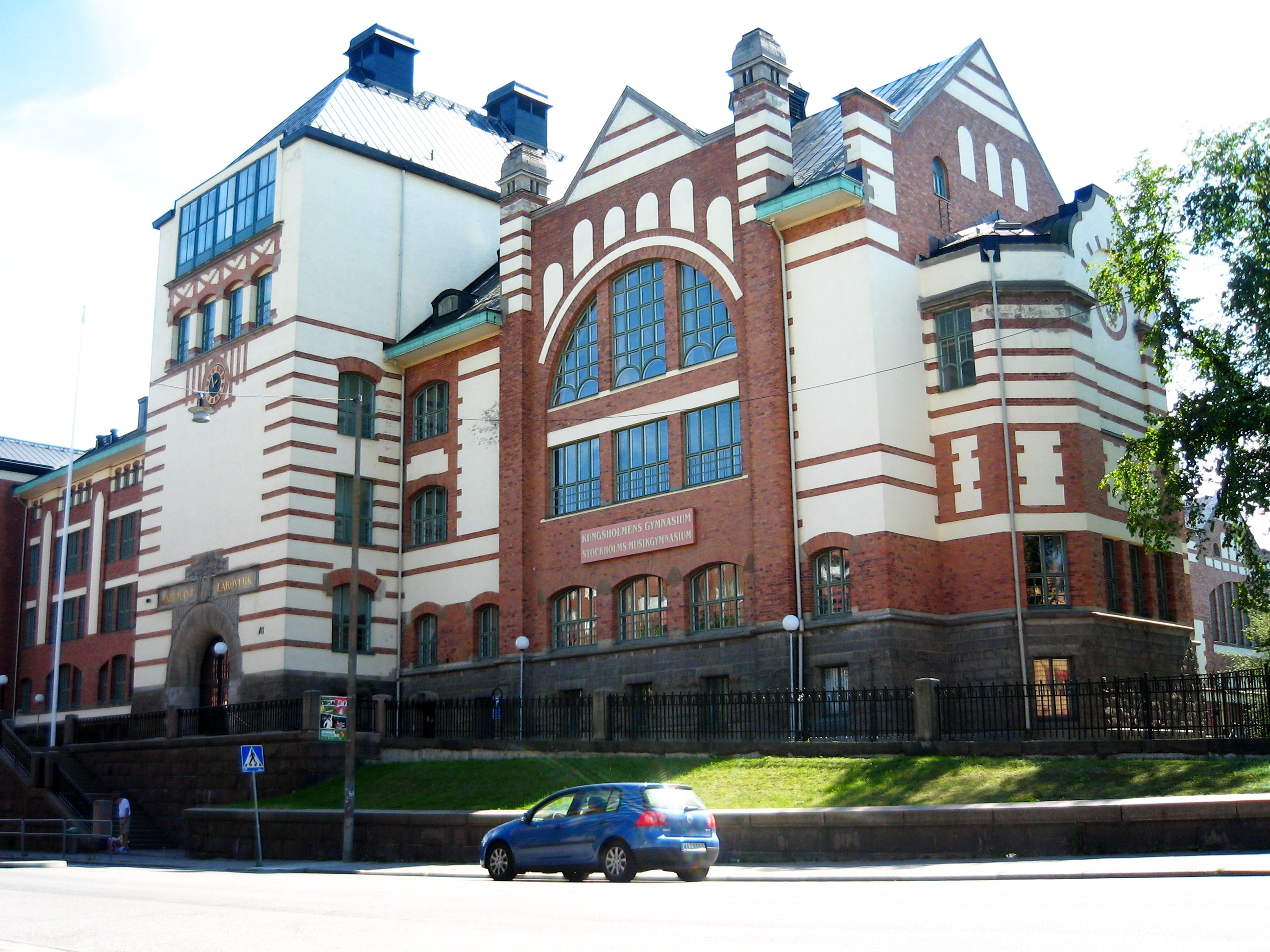
Kungsholmens Gymnasium, Stockholm, är ett typiskt exempel för jugend.
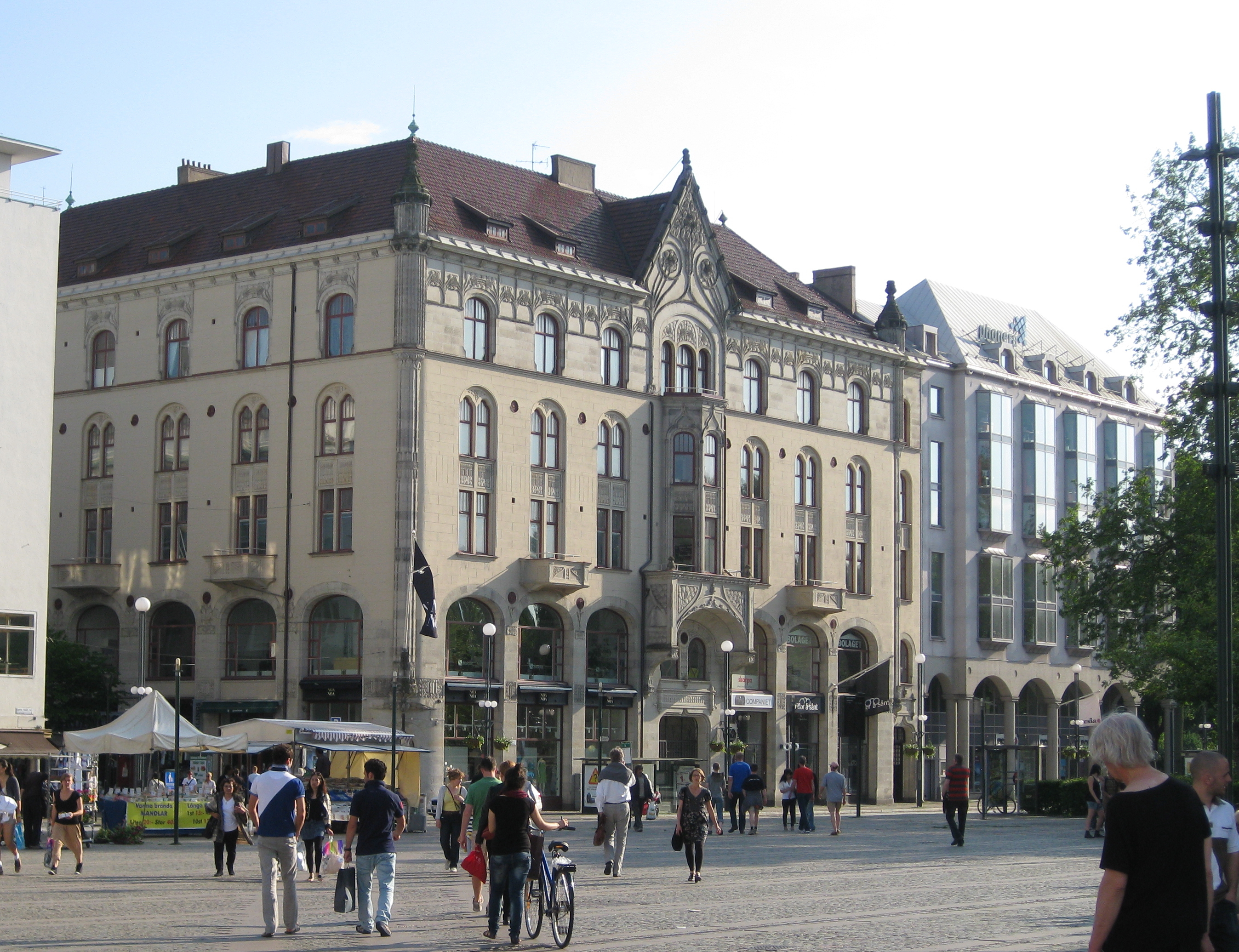
Valhallapalatset i Malmö.

## Nationalromantik

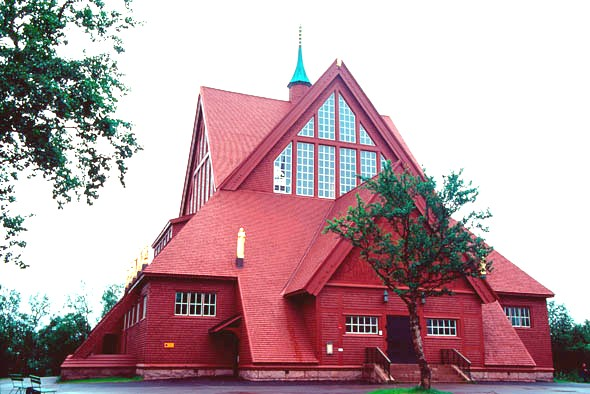
Kiruna kyrka.

Vid letandet efter en nationell arkitektur uppkom nationalromantiken med byggnader i trä och tegel. Flera byggnader under denna tid ritades av Carl Westman, som till exempel Röhsska museet i Göteborg och Stockholms rådhus. Sveriges främsta exempel på nationalromantikens arkitektur är Stockholms stadshus av Ragnar Östberg som uppfördes mellan 1903 och 1923.
Ett särskilt uppdrag hade Gustaf Wickman som skapade en hel ny stad – Kiruna. Efter att man hittade stora mängder järnmalm i området byggdes en järnvägslinje och med Wickman som huvudarkitekt blev staden efter tre år klar. Wickmans främsta projekt var kyrkan, en blandning av amerikansk trädarkitektur, norsk stavkyrka och samisk kåta.

## Nordisk klassicism

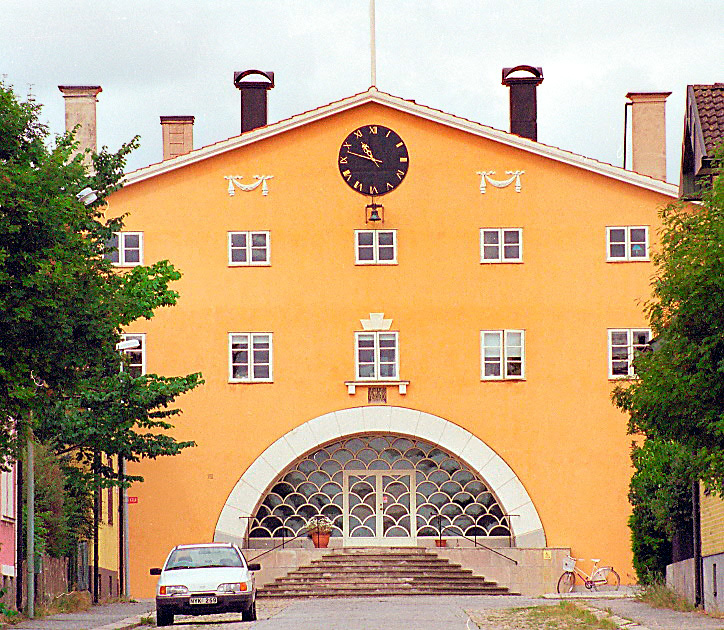
Listers härads tingshus, Sölvesborg.

Den moderna arkitekturen inleddes i Sverige av en grupp unga arkitekter som startade en skola med en mycket rigorös och stark variant av nyklassicism, Nordisk klassicism, i utlandet även kallad Swedish grace. Gunnar Asplund var en av de mest berömda från denna grupp. Bland hans viktigaste verk finns bland annat Listers härads tingshus i Sölvesborg, Stockholms stadsbibliotek samt, i samarbete med Sigurd Lewerentz, även Skogskyrkogården, idag ett av Unescos världsarv.

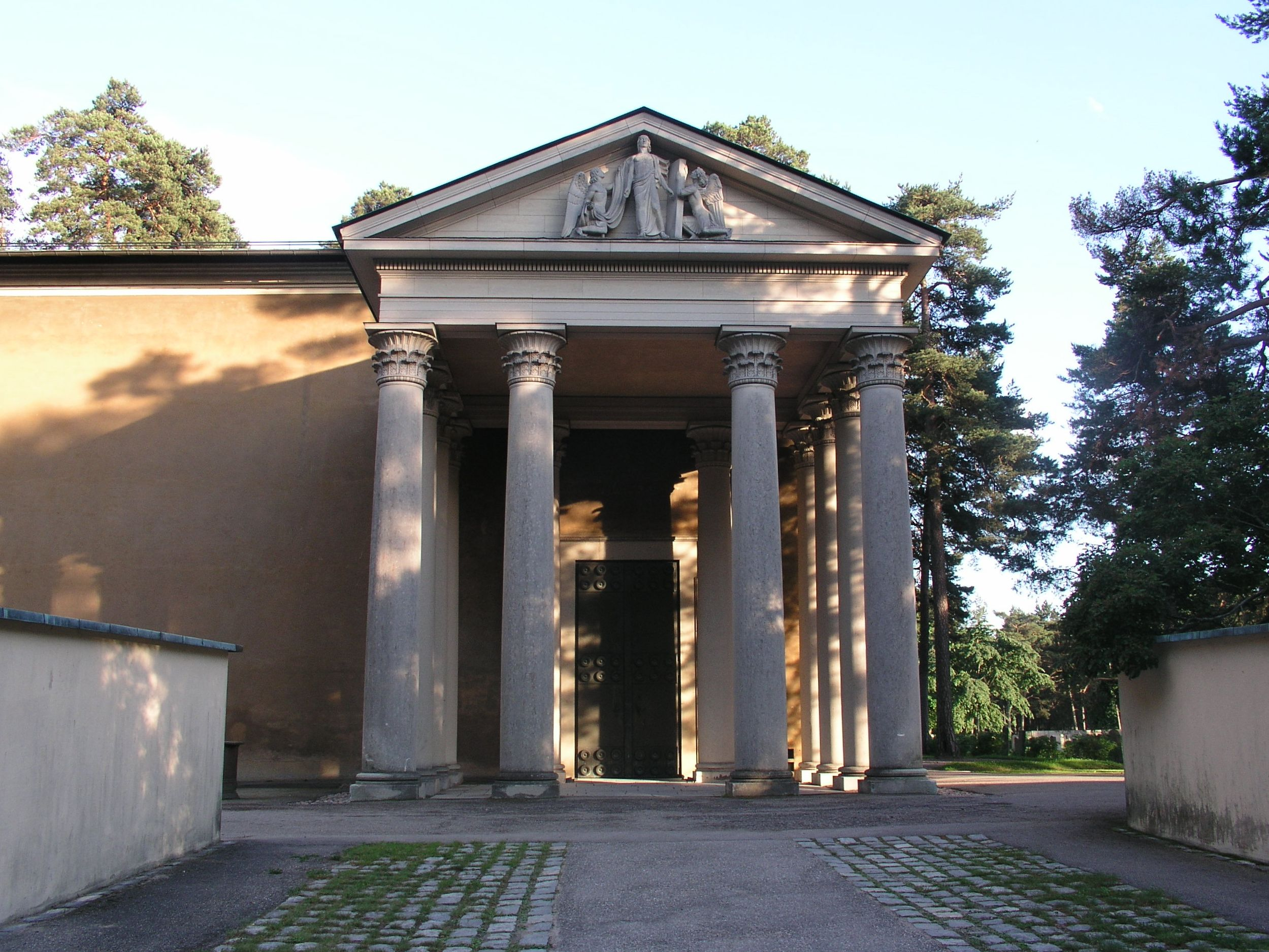
Uppståndelsekapellet på Skogskyrkogården i Stockholm.

## Modernism, Funktionalism och moderna stilar

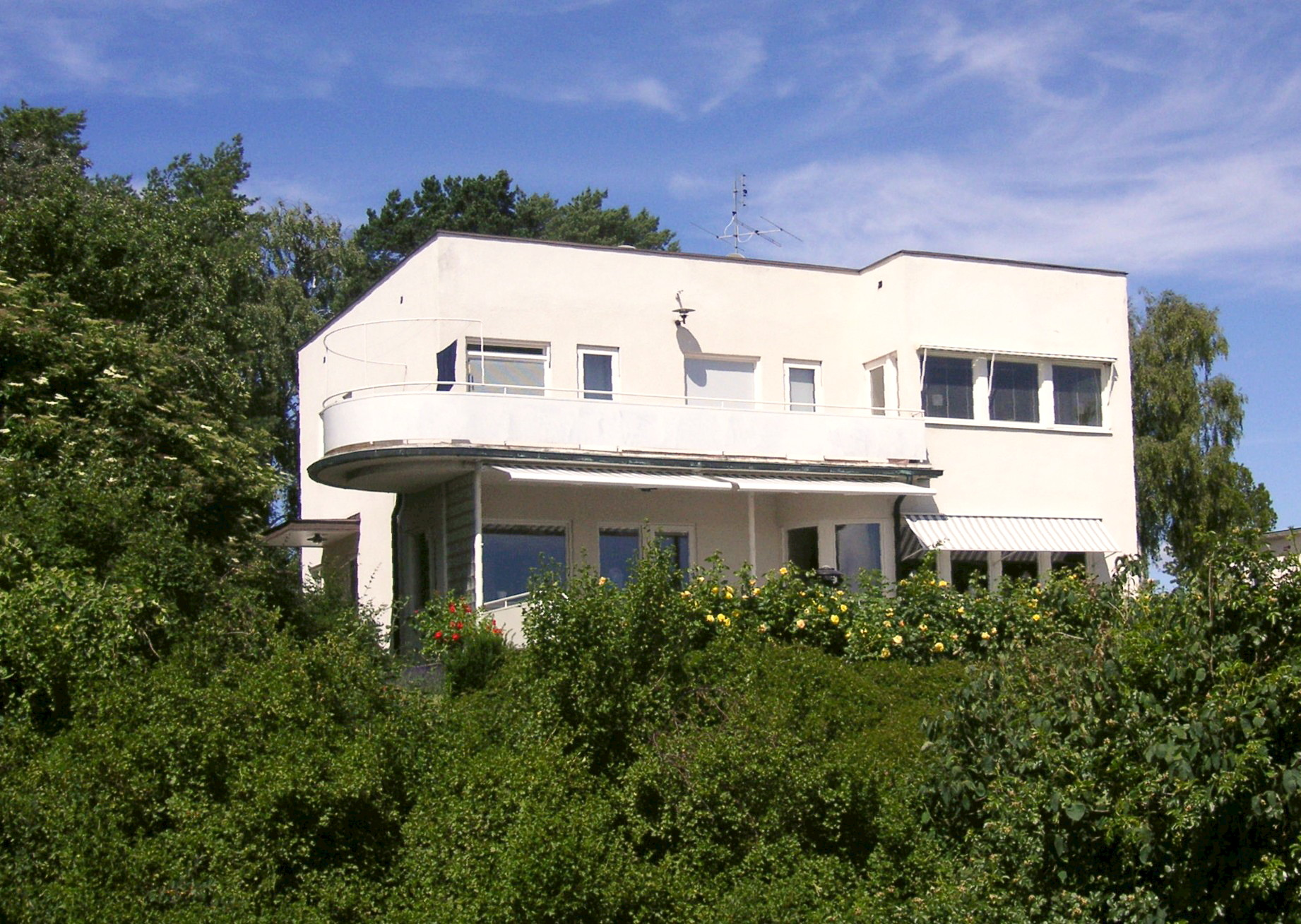
Södra Ängby, Bromma.

Modernism är en rörelse inom arkitektur, som uppkom på 1920-talet. Denna ideologi var dominerande inom arkitektur och stadsplanering under större delen av 1900-talet. Rörelsen omfattar ett flertal olika stilar, bland annat funktionalism, brutalism och high tech-arkitektur. Modernismen karakteriseras av en avskalad och geometriskt enkel arkitektur, fri från ornament då det är själva formerna och konstruktionen som står för det arkitektoniska och konstnärliga värdet.
Rörelsen uppkom i Europa i efterdyningarna av första världskriget, då man ansåg att det behövdes en ny stilinriktning för den nya värld som måste byggas upp, något som kombinerades med ett ökat industriellt byggande. Den modernistiska rörelsen har däremot rötter längre tillbaka, till exempel i 1800-talets ingenjörsarkitektur. Den "nya sakligheten", eller funktionalismen, kom att dominera rörelsen före andra världskriget och det var Weimarrepublikens Tyskland som blev utvecklingens centrum, till stor del genom Bauhausskolan i Dessau.
I Sverige dröjde det till 30-talet innan den nya stilen slog igenom på riktigt. Sitt stora genombrott fick modernismen i och med Stockholmsutställningen 1930 och programskriften Acceptera av Uno Åhren som kom året efter. Förgrundsfigurerna var främst Gunnar Asplund och Sven Markelius. Villaområdet Södra Ängby (1933–1939) i Bromma, Stockholm, räknas idag till ett av Europas största bevarade funktionalistiska villaområden, och skyddas av det svenska Riksantikvarieämbetet som riksintresse.
Under de följande åren kom funktionalismen att bli den dominanta ideologin, speciellt i hemmen. Ett typiskt exempel på den starka länken mellan funktionalism och den politiska vänstern är Kvarnholmenkvarteret i Nacka, som ritades på 1930-talet av KF:s arkitektkontor, KFAI, som grundades 1924 som det första kollektivt organiserade arkitektkontoret. I bland annat Sverige och England, hade det under kriget utvecklats en typ av modernism, som likt den danska "funktionella traditionen" tog upp traditionella drag och byggnadsmaterial från regionen, som till exempel sadeltak och naturmaterial.
Modernismen fick sitt genombrott och sin ideologiska bas på 1930-talet, men det var inte förrän efter andra världskrigets slut som byggnadsstilen nådde den stora spridning den har idag. I flera av de europeiska länderna existerade den parallellt med klassicismen och många ansåg att modernismen endast var en parentes i arkitekturhistorien; de klassiska idealen skulle till slut återvända. Modernismen, som under kriget hade utvecklats och använts i de demokratiska staterna, kom däremot att symbolisera demokrati.
Brutalismen var en byggnadsstil, där arkitekter som Sigurd Lewerentz med Markuskyrkan i Björkhagen och Peter Celsing med Riksbankens hus vid Brunkebergstorg i Stockholm är värda att omnämnas liksom inom bostadsarkitekturen Bengt Edmans Vildanden  (1968) och Landsarkivet i Lund.

### Urbanisering och miljonprogram

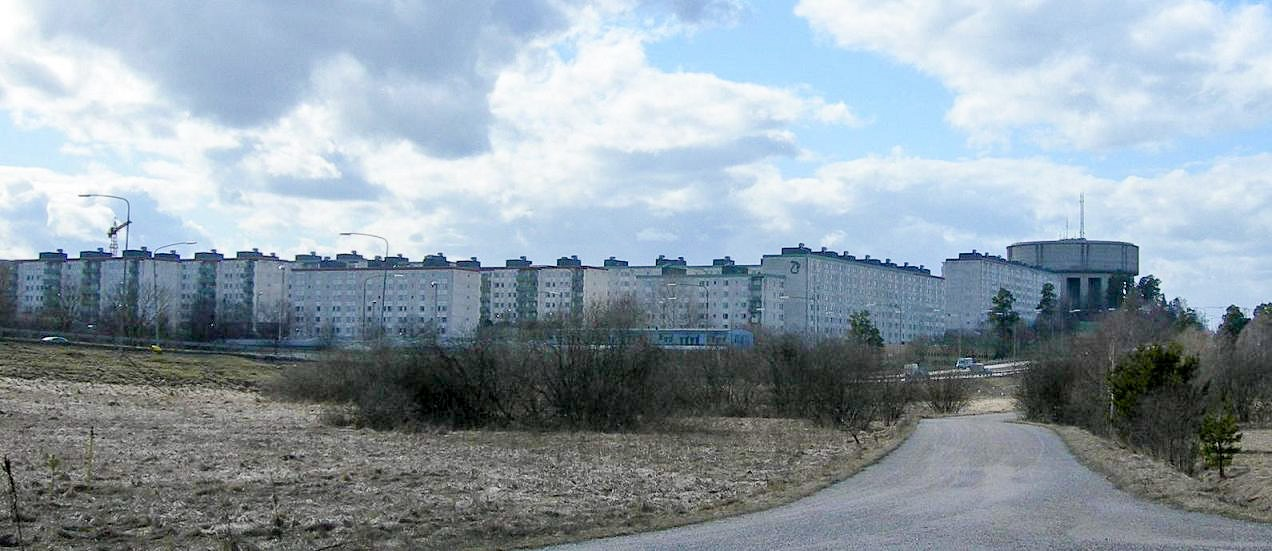
Miljonprogrammet-Tenstadistriktet i Stockholm.

Efterkrigstiden innebar en mycket kraftig urbaniseringstendens i landet, med höga inflyttningstal till städerna, vilket ledde med sig att bostadsbristen ökade. Samtidigt hade den ökade levnadsstandarden fört med sig krav på förbättrade boendevillkor. Denna förbättring i villkor aktualiserade de dåliga bostadsvillkor som överlag rådde i Sverige. En del nyuppförda och uppmärksammade bostadsområden, som Nobeltorget i Malmö och Hammarbyhöjden i Stockholm.  Efter andra världskriget inleddes massiva byggnadsprojekt för att komma ifrån bristen på bostäder och för att förbättra standarden. Perioden innebar för europeisk del en stark tillväxt i bilinnehav, vilket förstärkte det redan rådande byggnadsmodet med funktionsseparerade städer – alltså städer där boende, trafik, arbete, fritid o.s.v. rent rumsligt delades upp. Under perioden efter andra världskriget byggdes stadsdelar som Södra Guldheden, Kortedala och Vällingby. Tidsintervallet mellan 1945 och 1960 kallas ofta ”folkhemsperioden” där det byggdes cirka 900 000 bostäder i Sverige. Svensk folkhemsarkitektur och byggande uppmärksammades även utomlands och det var första gången att utländska arkitekter inspirerades av svensk arkitektur i större omfattning. Fram till dess sökte svenska arkitekter under nästan alla tidsepoker inspiration utomlands.
År 1965 hålls för startåret för det så kallade miljonprogrammet, ett begrepp som betecknar bostadsbyggandet som utfördes under perioden 1965–1975. Startåret grundas i ett riksdagsbeslut om att bygga en miljon bostäder för att få bukt med den bostadsbrist som trots allt rådde – även om beslutet inte innebar något program i egentlig bemärkelse. Under tioårsperioden uppfördes en miljon småhus och lägenheter i ambitiösa och stora byggprojekt som planerades och leddes av stora arkitektbyråer, oftast i nya stadsdelar. Även om en majoritet av de bostäder som byggdes under perioden var småhus, förknippas byggandet utfört mellan 1965 och 1975 främst med stora flerfamiljshus i betong, byggda i storskaliga stadsplaner i områden präglade av sociala problem.
Behovet av nya administrativa lokaler för myndigheterna och den offentliga ledde till att vissa byggen kom att bli uppmärksammade, inte minst Kulturhuset (Använt som riksdagshus 1974–1986) och Riksbanken (1976) i Stockholm ritade av Peter Celsing, Stadshallen (1969) och Lunds konsthall (1958) av Klas Anshelm i Lund.

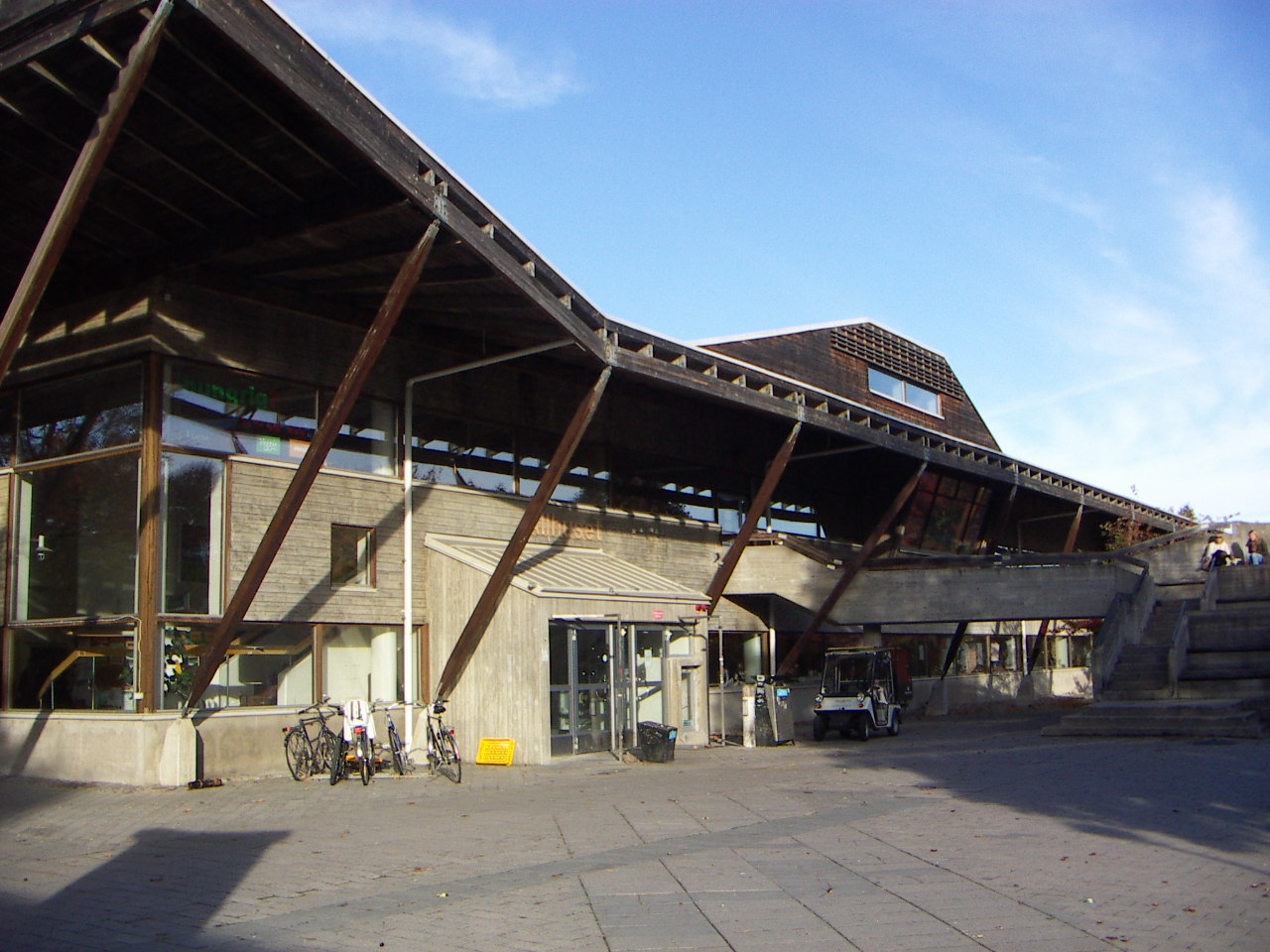
Ralph Erskine: Stockholms universitet, Allhuset.

Det tidiga 1970-talet innebar en vändpunkt för såväl bostadsproduktionen som för byggandet som helhet. Ifrågasättandet av den nya arkitekturen hade pågått sedan en tid; med start i den s.k. Skärholmendebatten hade bostadsproduktionen fått utstå stor kritik, och under mycket starka protester hade sedan tidigt 1960-tal hundratals stadskärnor rivits, (till exempel Norrmalmsregleringen), i hög utsträckning som en följd av bilanpassning och parkeringsplanering . 
Den högkonjunktur som möjliggjort det ambitiösa fastighetsuppförandet som präglat perioden sedan världskrigets slut hade dessutom fått ett drastiskt slut i och med oljekrisen 1973. Ungefär samtidigt blev det också tydligt att det ambitiösa bostadsbyggandet gett resultat och att bostadsbristen byggts bort, vilket fick till följd att nyproducerade lägenheter istället stod tomma. Från och med 1977–1989 skapades istället det så kallade ROT-programmet som gick ut på att modernisera äldre fastighetsmiljöer som ofta hade förfallit i väntan på rivning men som man nu ansåg skulle bevaras. Även om syftet var att vara varsam med den äldre miljön och att sysselsätta byggarbetare, skedde ofta flera kraftiga interiöra såväl som exteriöra förändringar på husen såsom dörr- och fönsterbyten till modernare snitt vilket många har kritiserat för att ha förstört charmen i vissa äldre hus.

### Strukturalism
Strukturalismen var en teoretisk riktning enligt vilken byggnader och samhällets infrastruktur främst ska betraktas som strukturer där delarna får sin betydelse genom helheten. Riktningen verkade mycket i polemik mot den formella, sena modernismen, i synnerhet international style, som istället utgick från tydligt definierade funktioner som fick definiera helheten. Bland välkända strukturalistiska projekt i Sverige kan nämnas administrationsbyggnaden Garnisonen (1965–71) på Östermalm och Arrheniuslaboratoriet (1968-73) vid Stockholms universitet.

## Postmodernism

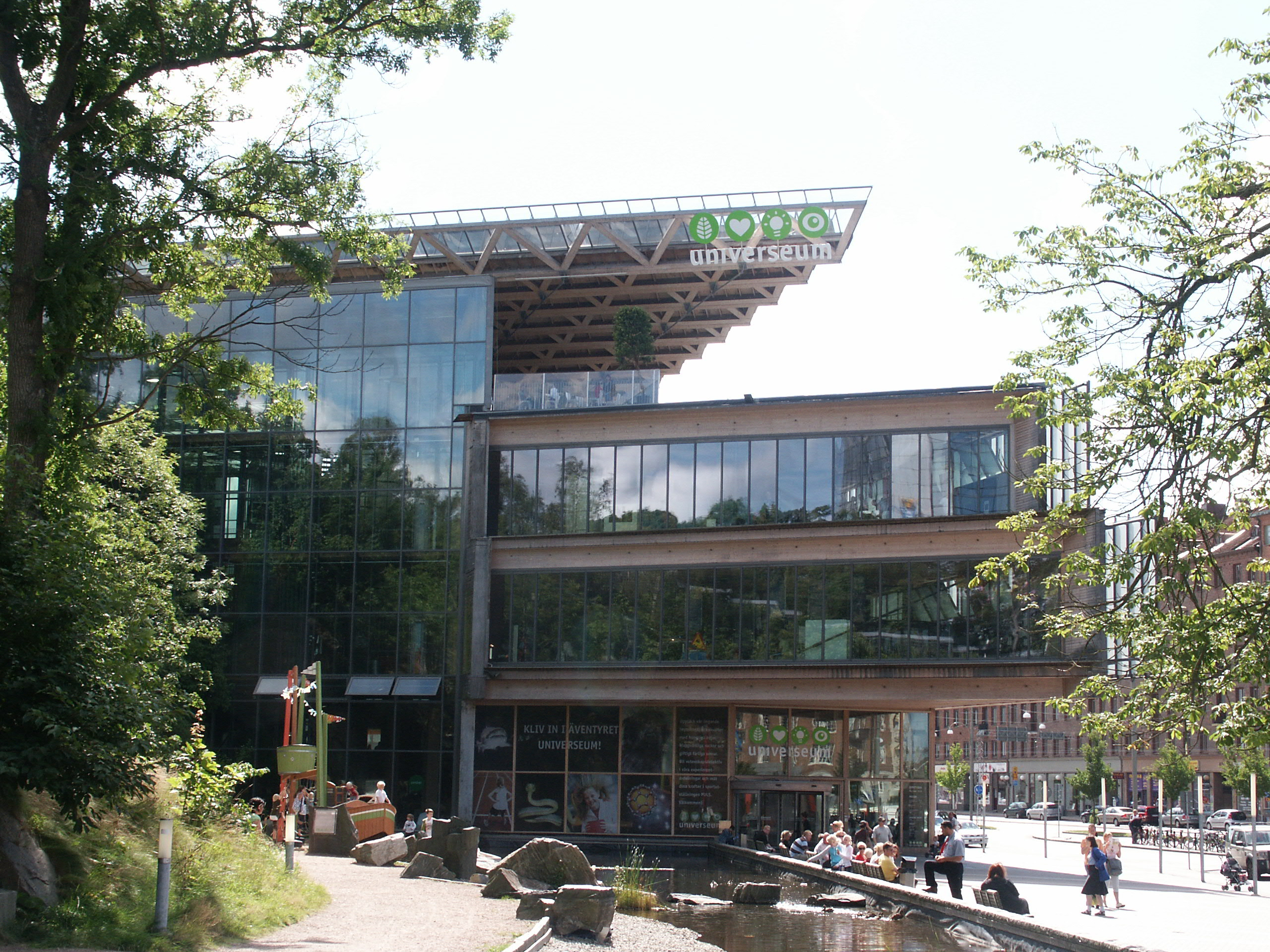
Universeum i Göteborg ritades av Gert Wingårdh.

På 1960- och 1970-talen kom modernismen att kritiserats hårt av den postmodernistiska rörelsen, som präglades av eklekticism och inrymde vissa element av mer klassiska ideal, och som kom att ta över en större del av arkitekturscenen. Från kritiken mot modernismen, växte begreppet postmodernism fram i Sverige. Detta innefattade en mängd olika trender. Man började bland annat sätta stor vikt vid utformningen, något som man inte hade sett sedan nationalromantikens dagar. En av de mest framträdande figurerna inom postmodernismen i Sverige var Ralph Erskine[källa behövs]. Idag definieras arkitekturen i Sverige av sådana arkitekter såsom Gert Wingårdh, som började sin karriär som postmodernist men som är känd för att anamma nya stilar (hans verk innefattar bland annat ekologiska, minimalistiska, högteknologiska, expressionistiska och neofunktionalistiska stilar).

1980-talet såg exempel på flera experimenterande stilar. Man återgick till att bygga slutna kvartersstäder vilket knappt hade skett sedan 1930-talet. Planerna hade nu ofta syftet att revitalisera stadsområden och att utnyttja ytorna i dessa så gott det gick. I Cityterminalen i Stockholm utnyttjade man genom ett avtal med Statens Järnvägar (SJ) för första gången så kallade "air rights" (se även tredimensionell fastighetsbildning) och byggde kontor och bussterminal ovanför spårytor. I Sundsvall glasades fyra kvarter med gamla hamnmagasin in och fick nya användningsområden. Skyskrapor var åter på modet och i flera städer byggde man centralt placerade höghus, bland annat i Västerås, Göteborg, Malmö och Umeå. Användningsområdena blev ofta hotell kombinerat med en eller en annan typ av konferensanläggning. Ett annat notabelt exempel på "multianläggningar" som var inne vid denna tid är Knutpunkten som omfattande en järnvägsstation, färjestation, bussterminal, kontorsutrymmen, restauranger, hotell och butiker i centrala Helsingborg (1991). Många liknande projekt kom däremot aldrig av ritbordet på grund av den ekonomiska nedgången som bröt ut i början av 1990-talet.

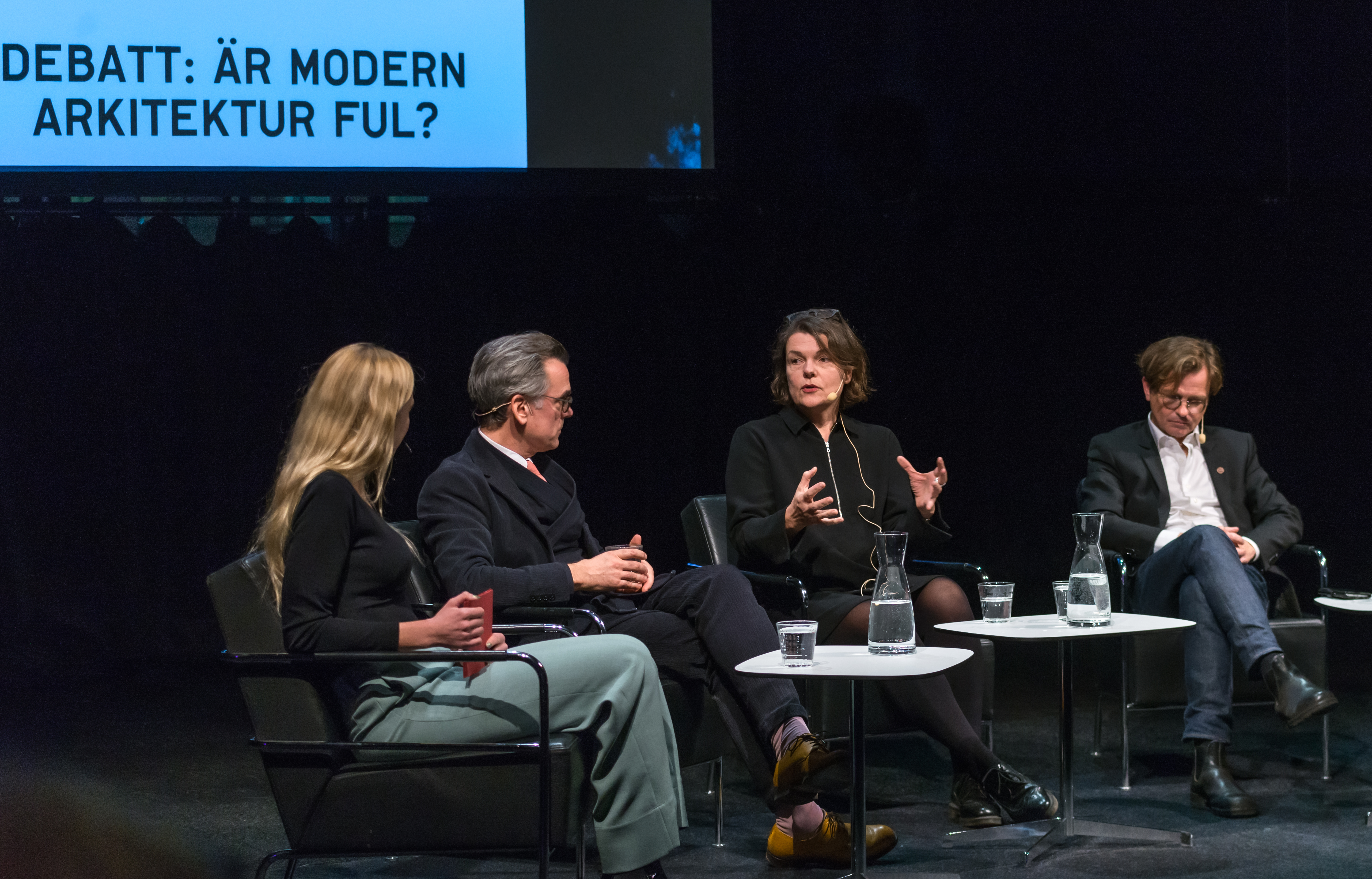
"Är modern arkitektur ful?" - debatt på Kulturhuset i Stockholm 2018. Med Karolina Keyzer, arkitekt, tidigare stadsarkitekt Stockholms stad, Albert Svensson, arkitekt, vice ordförande Arkitekturupproret, Mark Isitt, journalist, författare och programledare för Stadsinspektionen i P1.

(Bild ur film
En strukturell förändring över tid är att medan det på 1950-talet bara fanns byggherrar som byggde i liten skala förändrades fastighetsbranschen till att domineras av stora börsbolag som producerade byggnader enligt löpande band-principen. Detta leder till enformiga hus och minskad omsorg om materialval och detaljer. Arkitekter menar att likritningen är ett resultat av vad byggherrar beställer medan byggherrar i sin tur hänvisar till politiska beslut om att bygga storskaligt för att avhjälpa bostadsbristen och till lågt pris så att ungdomar ska ha råd att flytta in.